# Alina l'Ami
Alina l'Ami (Iași, 1 juni 1985), geboren als Alina Moţoc, is een Roemeense schaakster. Ze is in het bezit van de titels Internationaal Meester (IM) en grootmeester bij de vrouwen (WGM). In Nederland speelde ze eerst bij schaakclub HSG Hilversum en sinds 2011 bij En Passant in Bunschoten-Spakenburg. In Roemenië studeerde ze cum laude af als psychologe aan de Universiteit Alexandru Ioan Cuza in Iași. Sinds december 2007 heeft Alina een relatie met de Nederlandse schaakgrootmeester Erwin l'Ami, met wie ze in 2010 trouwde.

## Prestaties

### 1994
- In Roemenië behaalde Alina Moţoc een 2e plaats bij het Europees Kampioenschap Schaken voor meisjes t/m 10 jaar. Ze scoorde 6,5 pt. uit 9 en won de laatste ronde van Aleksandra Kostenjoek, de huidige wereldkampioen bij de dames.

### 1995
- In Sint Lorenzo (Brazilië) werd Alina Moţoc wereldkampioen bij de meisjes tot en met 10 jaar. In Roemenië was ze op slag een bekendheid, ze kreeg zelfs haar eigen televisieprogramma waarin het schaken uiteraard centraal stond.

### 2002
- Aan de Spaanse kust in Peniscola won Alina met 7 uit 9 het Europees meisjes-kampioenschap t/m 18 jaar.
- 2002 was een goed jaar voor Alina, ze won ook het Balkan-kampioenschap voor vrouwen in Istanboel. De score van 7,5 uit 9 was voldoende om het peloton een half punt voor te blijven.

### 2005
- Van 8 t/m 13 augustus 2005 werd in Hengelo het Euro Chess Tournament 2005 (Open Nederlands Jeugdkampioenschap, ONJK) gespeeld. De Stork Young Masters, een onderdeel van dit toernooi, werd gewonnen door Aleksander Rjazantsev met 6 uit 9. Alina behaalde 4.5 punten uit negen ronden.

### 2014
- In 2014 haalde ze haar derde en laatste IM-norm en kreeg de titel formeel tijdens de schaakolympiade in Tromsö.